# Mesa de Guanipa
La Mesa de Guanipa es un espacio natural ubicado en el Estado Anzoátegui en el sur del Estado a unos kilómetros de la ciudad de Anaco.

## Geografía
La Mesa de Guanipa es una región natural llena de llanuras con animales ganaderos como el cerdo, la vaca, la gallina entre otros, y existe una parte llena de mesetas ubicada en la población de Chimire, estas formaciones rocosas se llaman Los Farallones De Chimire.

## Clima
El clima de la mesa de Guanipa es el Tropical de Sabana, con una temperatura media de 27 °C en El Tigre una máxima de 35 °C en San Tomé y una mínima de 18 °C en las noches.

## Vegetación
La Mesa de Guanipa está principalmente cubierta de las llanuras de los Llanos venezolanos y unos árboles de melocotón, plátano, mango y cultivos de zanahoria, tomate y papas.

## Cuerpos de Agua
- Río Tigre
- Río Guanipa
- Río Caris
- Río Monagas
- Laguna La Aventazon